# عدسی گرمایی
به طورکلی محیط فعال لیزرهای حالت جامد به دو روش مورد دمش قرار می‌گیرند:
الف - دمش توسط لامپ درخشی
ب- دمش توسط دیود لیزری
در هر دو روش میزان قابل توجهی گرما به درون محیط فعال لیزری انتقال می‌یابد. گرمای جذب شده در بلور Nd:YAG باعث ایجاد گرادیان دمایی شده در نتیجه نقاط مختلف بلور ضریب شکست‌های متفاوتی پیدا می‌کند. تحت این شرایط بلور به مانند یک عدسی کانونی‌کننده عمل خواهد کرد که اصطلاحاً به این پدیده، "عدسی گرمایی " گفته می‌شود. بررسی‌ها نشان می‌دهند که این پدیده در لیزرهای پرتوان حالت جامد ظاهر می‌شود. عدسی گرمایی روی جبهه موج پرتو ابیراهی و اعوجاج ایجاد کرده و باعث کاهش کیفیت پرتو می‌شود. در ساخت لیزهای پرتوان Nd:YAG شناخت دقیق رفتار گرمایی بلور و پدیده "عدسی گرمایی" ضروری است و طراح لیزر بایستی بتواند روشی برای تصحیح اثر "عدسی گرمایی" ارائه کند.
در لیزرهای توان بالا، انرژی الکتریکی لامپ درخشی جهت دمش بلور بسیار بالا بوده و عدسی گرمایی قویتری در بلور تشکیل می‌شود. اگر فاصلة کانونی عدسی گرمایی تشکیل شده در مقایسه با طول مشدد کمتر باشد پرتو در داخل مشدد کانونی خواهد شد و ممکن است باعث تخریب عناصر اپتیکی شود. همچنین کانونی شدن لکه لیزر باعث افزایش زاویه واگرایی پرتو خروجی از لیزر می‌شود. با افزایش زاویه واگرایی، اندازه لکه لیزر در فاصله کوتاهی از خروجی بزرگ خواهد شد و در نتیجه کارایی لکه لیزر کاهش می‌یابد؛ بنابراین شناخت دقیق اثر عدسی گرمایی و تصحیح آن یک ضرورت محسوب می‌شود.
با به‌کارگیری یکی از روش‌های تصحیح عدسی گرمایی که با توجه به شرایط کاری لیزر می‌توان عدسی گرمایی را رفع نمود، در زیر ارائه شده‌است:
1. روش استفاده از آینه همیوغ فازی
2. روش استفاده از مشدد تخت-تخت با طول بلند
3. روش استفاده از مشدد مقعر – محدب
4. روش مشدد تلسکوپی